# Geest
In het algemeen is de geest de essentie, het wezenlijke van iets. Het concept dat de dingen niet alleen zijn zoals ze zich aan eenieder presenteren, maar daarnaast een diepere, wezenlijke kern hebben, is in veel gedachtegoed terug te vinden. In sommige betekenissen is het begrip verwant aan het begrip ziel. Daarnaast wordt het begrip in overdrachtelijke zin gebruikt, zonder dat het door een uitgebreide filosofie onderbouwd wordt, bijvoorbeeld in de betekenis van scheppende, drijvende kracht. Afhankelijk van de context worden aan de geest specifieke eigenschappen toegeschreven.

## Niet menselijk

### Chemie
In de chemie spreekt men van de geest van bepaalde stoffen. Bedoeld wordt daarbij een andere stof die bijvoorbeeld door destilleren of verhitten vrijkomt. Voorbeelden zijn de geest van zout: zoutzuur of de geest van salmiak: ammonia. Het gebruik van het idee van geest als verklaringsmodel in deze context gaat waarschijnlijk terug tot de alchemie.

### Kracht
De scheppende, bezielende kracht die van buiten af mensen kan inspireren; zie in de christelijke context ook Heilige Geest.

### Een onstoffelijk wezen
Spoken en yūrei zijn voorbeelden van geesten die met veelal moeilijk te doorgronden bedoelingen het leven van mensen beïnvloeden.

## Menselijke geest
Er bestaan twee aparte, maar aanverwante begrippen aangaande de geest als eigenschap van menselijke individuen:
1. Het verstand, de ratio, de gevoelens en wil van een persoon
2. De ziel

Meestal blijkt uit de context welke van de twee betekenissen bedoeld wordt.
Dualistische mensbeelden zien de mens als bestaande uit een stoffelijk wezen enerzijds en een geest of ziel anderzijds. Na de dood kan de geest blijven bestaan, in sommige religies met individuele trekken, in andere gaat de geest na de dood op in iets algemeners.

### Religieuze opvattingen over de mens
In verschillende religies neemt men aan dat de levende mens uit meer bestaat dan alleen zijn zintuiglijk waar te nemen lichaam. Het verschijnsel van de adem van de levende mens, van zijn geboorte tot zijn dood, heeft aanleiding gegeven tot de filosofieën die betrekking hebben op de geest. Adem in het Grieks is pneuma zie de pneumatologie. In het Latijn bestaat voor het woord ademtocht en geest hetzelfde woord: spiritus, zie de hiervan afgeleide begrippen Veni Sancte Spiritus en spiritus. Vanuit de oude middel-Europese taal zijn de woorden adem, het Duitse atmen (ademen) ontstaan. Van deze zelfde taalstam is via rondtrekkende stammen in India in het Sanskriet het atman (geest-ziel-zelf) ontstaan.
Naast de adem werd bij een levend mens ook bezieling waargenomen. In het christendom kent men daarom ook de indeling: geest, ziel, lichaam. De geest (als ademtocht) zou dan indalen vanuit de goddelijke atmosfeer, die werd verondersteld zich te bevinden tussen hemel en aarde. Via de filosofie van het zijnde, de ontologie (filosofie) heeft men de menselijke geest als een op zichzelf staande entiteit genomen. Er werd (en wordt nog steeds) aangenomen dat die geest dan eeuwig kan bestaan zonder het lichaam. Bij de katholieken is die geest (of ziel) dan half-eeuwig. De geest ontstaat bij de eerste ademtocht van een baby, maar na de dood zou de geest dan eeuwig blijven bestaan in een andere wereld, de hemel of de hel.
Soms worden ook termen verschillend gebruikt en worden ziel en geest als begrip verwisseld. Daarnaast spelen geesten als overleden mensen en andere onstoffelijke wezens in sommige religies een rol. Bij de katholieken is het van het hoogste belang, om na het ontstaan van een nieuwe geest of ziel, dus de ademende baby, te dopen. Pas na de doop kan dan de nieuw ontstane ziel de kans hebben naar de hemel te gaan. Behalve lichaam, ziel en geest kennen verschillende religie's, nog meer lichamen, Van grof-stoffelijke tot steeds fijn-stoffelijker tot de onstoffelijke geest. Dit kan soms tot zeer grote aantallen lichamen aanleiding geven bijvoorbeeld in gnostische stelsels. Ieder lichaam is dan de drager van een zeer specifieke karakteristiek van de mens.

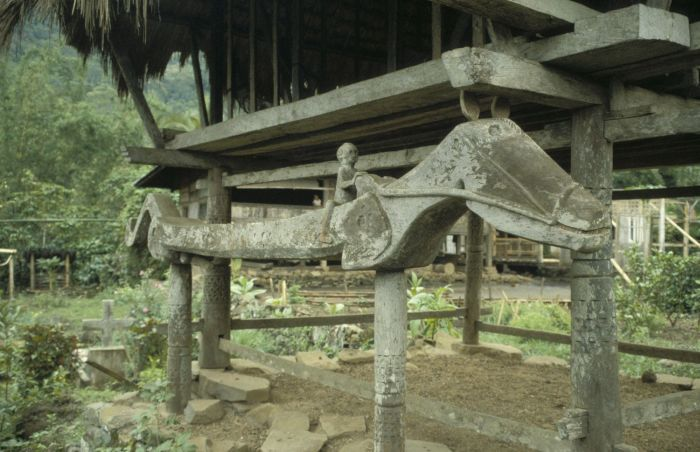
Geestenhuis, Indonesië, Wereldmuseum Amsterdam

#### Animisme
Animistische religies beschouwen geesten als integraal onderdeel van het universum die zich op velerlei wijze kunnen manifesteren. Soms is het mogelijk de geesten te beïnvloeden door middel van offers en toewijding en soms kunnen ze om hulp of raad worden gevraagd.

#### Boeddhisme
Het boeddhisme kent verschillende stromingen. Over het algemeen wordt aangenomen dat de menselijke geest identiek is met het zelf, het atman (Sanskriet). Een andere stroming kent dit begrip niet en ontkent dat er onafhankelijk van het goddelijke zelf, een menselijk zelf kan bestaan: dat is de leer van het anatman, het niet-zelf. Zie het anatman bij boeddhisme.
In het westen wordt aangenomen dat in het boeddhisme de menselijke geest een zeer belangrijke plaats in de leer inneemt. Het zou dan de geest als een soort zelfstandige christelijke ziel zijn, die overeenkomstig het idee van een hemel, bevrijding via vele levens bereikt: het nirwana, als een gelukzalige toestand. Echter de reïncarnatiegedachte dient niet als een zielsverhuizing te worden gezien: slechts causaliteit in de vorm van karma bepaalt een nieuw leven. Vergelijkbaar met een zaadje en een nieuw plantje, niet het terugkeren van de oude plant die het zaadje heeft geproduceerd. Hier speelt het begrip khandha een rol. De meeste mensen in India verlangen naar een niet-bestaan: een verlossing van de eindeloze herhalingen uit samsara. Dat is ook de letterlijke betekenis van het woord nirwana: uitblussing. De zaden van karma dienen uitgeblust te worden als een nachtkaars. Het is niet zozeer het persoonlijke individuele gevoel dat op de voorgrond staat, maar meer het groepsgevoel van de stam of de familie. Rituelen voor voorouders ondersteunen dit. Die rituelen worden door de meesten belangrijker geacht dan de leringen.
Bovennatuurlijke wezens als geesten zijn peta's of preta's. Deva's zijn ook onstoffelijk, maar hebben meer de karakteristieken van engelen en goden.

#### Christendom
In het christendom wordt de Heilige Geest regelmatig genoemd in de Bijbel: de Heilige Geest is de Derde Persoon van de Ene God, naast de Vader en de Zoon (ook wel: de Triniteit). Ook dat mensen een geest hebben, en dat die zowel kan voortbestaan na de dood als in contact kan treden met God en met andere geesten, komt in het christendom voor. Deze leerstellingen of dogma's worden nader uitgewerkt in de theologie.

#### Hindoeïsme
In het hindoeïsme worden geesten wel lichtgevende lichamen genoemd, omdat ze slechts twee van de normale vijf elementen zouden hebben (ether en licht). Ze zouden tijdelijk zo'n type lichaam hebben gekregen omdat ze, hoewel spiritueel hoog ontwikkeld, vlak voor hun dood een bepaalde sterke gehechtheid koesterden. Deze lichtgevende lichamen zouden zich ophouden op eenzame plaatsen en door het helpen van mensen in nood uiteindelijk herboren kunnen worden in een normaal lichaam met vijf elementen. Spoken worden in het hindoeïsme beschouwd als al of niet voor anderen zichtbare creaties van de eigen fantasie.

#### Jodendom
In het jodendom zijn drie met geest verwante begrippen in gebruik: nesjama, roeach en nefesj.

## Voorbeelden van overdrachtelijk gebruik
- In de geest van ...; In de bedoeling van ...
- Een sterke geest; een sterke persoonlijkheid